# Tercera División de México 2013-14
La Temporada 2013-14 de la Tercera División de México fue el quincuagésimo cuarto torneo de esta división.

## Formato de competencia
De los 216 equipos se dividen por zonas geográficas quedando 14 grupos de 9 a 18 equipos; cada grupo hace un calendario de juegos entre todos esos a doble visita recíproca, por cada juego se otorgan 3 puntos al vencedor, un punto por empate más un punto extra que se define en series de penales que se adjudica el ganador y 0 puntos por derrota; se califican 2 o 4 equipos según la cantidad de clubes por grupo; en total 64 equipos califican a la liguilla por el título pasando desde los treintaidosavos de final, hasta la final; donde el vencedor o campeón asciende a la Liga Premier de Ascenso de la Segunda División, en tanto el derrotado pasa a Liga de Nuevos Talentos.
En cuanto a equipos filiales, pueden disputar el título de filiales sin derecho de ascenso, estos califican 8 por torneo corto jugando solo cuartos de final, semifinal y final.
En cuanto al descenso no existe, cada equipo si no paga sus cuotas puede salir de la división aún en plena temporada, antes de cada torneo los equipos deben pagar su admisión a la división la cantidad de $34,800 pesos; y cubrir los requisitos de registro de 30 elementos por equipo (cada elemento paga alrededor de $2,000 pesos), se incluyen entrenadores (que pagan por separado su afiliación ante la FMF), también se pagan los balones de juego marca Voit exclusivamente que la F.M.F suministra, el arbitraje cada juego se paga, pero el gasto que corre por cuenta del equipo local y derecho de juego; en cuanto a multas cada club paga desde no presentarse a tiempo al partido, insultar al arbitraje, problemas que genere la afición, por cada amonestación y expulsión de los jugadores, grescas entre jugadores etc. Los equipos que clasifican a Liguilla por el título deben pagar cuotas extras. Si algún equipo decide cambiar de nombre y sede debe pagar cuotas que ello genere, más su admisión, es por esta razón que cada año hay nuevos equipos y otros que dejan de competir repentinamente. 
Si hay oportunidad, hay ascenso desde la Cuarta división, pero el equipo debe pagar sus cuotas.

### Ascensos y descensos
| Pos. | Descendido a la Tercera División de México |
| ---- | ------------------------------------------ |
| 32º  | Bavaria Tultitlan                          |

| Pos. | Ascendido al Liga de Nuevos Talentos |
| ---- | ------------------------------------ |
| 2°   | Proyecto Tecamachalco 2000           |
| 3°   | Celaya                               |
| 4°   | Zitacuaro                            |

| Pos. | Ascendido a la Liga Premier |
| ---- | --------------------------- |
| 1°   | Poblado Miguel Alemán       |

| Pos. | Ascendido a la Tercera División |
| ---- | ------------------------------- |
| 1°   | Chivas Los Ángeles              |

## Equipos participantes
Clubes en la temporada 2013-2014.

### Grupo I
| Equipo                      | Ciudad                         | Estadio                               |
| --------------------------- | ------------------------------ | ------------------------------------- |
| Atlético San Miguel         | Chetumal, Quintana Roo         | Unidad Deportiva COJUDEQ              |
| Bonfil                      | Cancún, Quintana Roo           | La Parcela                            |
| Chetumal                    | Chetumal, Quintana Roo         | José López Portillo                   |
| Corsarios de Campeche       | Campeche, Campeche             | Universitario                         |
| Delfines del Carmen "C" (*) | Ciudad del Carmen, Campeche    | Polideportivo Campus II               |
| Dragones de Tabasco         | Villahermosa, Tabasco          | Olímpico de Villahermosa              |
| F.C. Itzaes                 | Mérida, Yucatán                | Unidad Deportiva Solidaridad          |
| Inter Playa "B" (*)         | Playa del Carmen, Quintana Roo | Unidad Deportiva Luis Donaldo Colosio |
| Jaguares de la 48           | Villahermosa, Tabasco          | Sergio Lira Gallardo                  |
| Pioneros Junior (*)         | Cancún, Quintana Roo           | Cancún 86                             |

### Grupo II
| Equipo                            | Ciudad                         | Estadio                               |
| --------------------------------- | ------------------------------ | ------------------------------------- |
| Atlético Boca del Río             | Boca del Río, Veracruz         | Unidad Deportiva Hugo Sánchez Márquez |
| Atlético Veracruz (*)             | Veracruz, Veracruz             | Centro de Alto Rendimiento            |
| Azucareros de Tezonapa            | Tezonapa, Veracruz             | Ernesto Jácome Pérez                  |
| Cafetaleros de Xalapa             | Xalapa, Veracruz               | Unidad Deportiva Municipal            |
| Colegio Once México               | Cuichapa, Veracruz             | Ejidal Rubén Espinoza                 |
| Cruz Azul Lagunas (*)             | Lagunas, Oaxaca                | Cruz Azul                             |
| Delfines UGM                      | Orizaba, Veracruz              | UGM                                   |
| Estudiantes de Xalapa             | Xalapa, Veracruz               | Lic. Antonio M. Quirazco              |
| Halcones Marinos de Veracruz      | Boca del Río, Veracruz         | Universidad Cristóbal Colón           |
| Lanceros de Cosoleacaque          | Cosoleacaque, Veracruz         | Unidad Deportiva La Choca (M.H.)      |
| Limoneros de Martínez de la Torre | Martínez de la Torre, Veracruz | El Cañizo                             |
| Mezcalapa F.C.                    | Mezcalapa, Chiapas             | Lic. Adolfo López Mateos              |
| Naranjeros de Álamo               | Tehuantepec, Oaxaca            | Mucipal SOP                           |
| Piñeros de Loma Bonita            | Loma Bonita, Oaxaca            | 20 de Noviembre                       |
| Poza Rica                         | Poza Rica, Veracruz            | Heriberto Jara Corona                 |
| C.F. San Andrés                   | San Andrés Tuxtla, Veracruz    | Unidad Deportiva Lino Fararoni        |
| Santos Córdoba (*)                | Fortín, Veracruz               | Lic. Rafael Murillo Vidal             |
| Universidad del Golfo de México   | Orizaba, Veracruz              | Universitario UGM                     |

### Grupo III
| Equipo                        | Ciudad                     | Estadio                             |
| ----------------------------- | -------------------------- | ----------------------------------- |
| Acapulco F.C.                 | Acapulco, Guerrero         | Unidad Deportiva Hugo Sánchez       |
| Albinegros de Orizaba "B" (*) | Orizaba, Veracruz          | E.M.S.A.                            |
| Club Alpha                    | Puebla, Puebla             | Club Alpha 3                        |
| Atlético Cuernavaca           | Cuernavaca, Morelos        | Unidad Deportiva Miraval            |
| C.D. Chilpancingo             | Chilpancingo, Guerrero     | Polideportivo Chilpancingo          |
| Cuautla UNILA (*)             | Cuautla, Morelos           | Unidad Deportiva Isidro Gil Tapia   |
| Deportivo Anlesjeroka         | Tehuacán, Puebla           | Anlesjeroka                         |
| Galeana Morelos               | Cuernavaca, Morelos        | Escuela Miguel Alemán               |
| Guerreros de Yecapixtla       | Yecapixtla, Morelos        | Fidel Díaz Vera                     |
| Héroes de Veracruz            | Xiutetelco, Puebla         | Municipal de Xiutetelco             |
| Real Acapulco                 | Acapulco, Guerrero         | Unidad Deportiva Acapulco           |
| Selva Cañera                  | Zacatepec, Morelos         | Agustín Coruco Díaz                 |
| SEP Puebla                    | Puebla, Puebla             | Unidad Deportiva Mario Vázquez Raña |
| Teca Huixquilucan             | Ecatepec, Estado de México | Rogelio García                      |
| Tigres Dorados MRCI           | Oaxaca, Oaxaca             | Campo MRCI Tlacochahuaya            |
| Tulyehualco                   | Puebla, Puebla             | Campo de fútbol El Moral            |
| Zapata                        | Xochitepec, Morelos        | Unidad Deportiva Chiconcuac         |

### Grupo IV
| Equipo                  | Ciudad                                   | Estadio                         |
| ----------------------- | ---------------------------------------- | ------------------------------- |
| Águilas de Teotihuacán  | Acolman, Estado de México                | Municipal Acolman               |
| Álamos F.C.             | México, D.F.                             | M.M. Cd. Deportiva Campo n.º 9  |
| Ángeles de la Ciudad    | México, D.F.                             | Jesús Palillo Martínez          |
| Atlético Pascual        | México, D.F.                             | M.M. Cd. Deportiva Campo n.º 7  |
| Azules de la Sección 26 | México, D.F.                             | Deportivo Plutarco Elías Calles |
| Coyotes Neza            | Ciudad Nezahualcóyotl , Estado de México | Metropolitano                   |
| Iztacalco               | Ixtapaluca, Estado de México             | La Granja                       |
| Lobos Unión Neza        | Ciudad Nezahualcóyotl, Estado de México  | Deportivo Francisco I. Madero   |
| Marina                  | México, D.F.                             | Universidad Tláhuac             |
| Morelos Ecatepec        | Ecatepec, Estado de México               | Adolfo López Mateos             |
| Novillos Neza           | Ciudad Nezahualcóyotl, Estado de México  | Metropolitano                   |
| Pato Baeza              | Texcoco, Estado de México                | La Antorcha                     |
| Real Olmeca Sport       | Tlalnepantla, Estado de México           | M.M. Cd. Deportiva Campo n.º 7  |
| Santa Rosa              | México, D.F.                             | San Isidro                      |
| Sporting Canamy         | México, D.F.                             | Deportivo Francisco I. Madero   |
| Tecamachalco Sur        | México, D.F.                             | Alberto Pérez Navarro           |

### Grupo V
| Equipo                     | Ciudad                           | Estadio                    |
| -------------------------- | -------------------------------- | -------------------------- |
| Atlético UEFA              | México, D.F.                     | Campos Fragoso             |
| Atlético Naucalpan         | Azcapotzalco, México, D.F.       | Unidad Cuauhtémoc          |
| Aztecas AMF Soccer         | Chapa de Mota, Estado de México  | Unidad Deportiva Municipal |
| Deportivo Metepec          | Metepec, Estado de México        | Jesús Lara                 |
| Deportivo Vallesano        | Valle de Bravo, Estado de México | La Capilla                 |
| Estudiantes de Atlacomulco | Atlacomulco, Estado de México    | Municipal de Atlacomulco   |
| Futcenter                  | Tlalnepantla, Estado de México   | Luis García Postigo        |
| Guerreros Pericues         | Estado de México                 | TBD                        |
| Grupo Sherwood             | Metepec, Estado de México        | Arqueros F.C. Sherwood     |
| Ixtlahuaca F.C.            | Ixtlahuaca, Estado de México     | Ixtapan 90                 |
| C.D. Jilotepec             | Jilotepec, Estado de México      | Rubén Chávez Chávez        |
| Manchester Metepec         | Zinacantepec, Estado de México   | Unidad Cultural SNTE       |
| Real Halcones              | Atizapan, Estado de México       | Ana Gabriela Guevara       |
| C.D. Tejupilco             | Tejupilco, Estado de México      | Unidad Deportiva           |
| Tolcayuca F.C.             | Naucalpan, Estado de México      | Los Pinos                  |
| Potros UAEM "B" (*)        | Toluca, Estado de México         | Alberto "Chivo" Córdoba    |

### Grupo VI
| Equipo                   | Ciudad                        | Estadio                          |
| ------------------------ | ----------------------------- | -------------------------------- |
| Atlético Hidalgo         | Pachuca, Hidalgo              | Nuevo La Higa                    |
| Cruz Azul Dublán (+)     | Ciudad Cooperativa, Hidalgo   | 10 de Diciembre                  |
| Deportivo Ixmiquilpan    | Ixmiquilpan, Hidalgo          | Parque Acuático The Pathe        |
| Leones de Huauchinango   | Huauchinango, Puebla          | Unidad Deportiva Ahuacatal       |
| Linces de Tlaxcala "B"   | Tlaxcala, Tlaxcala            | Tlahuicole                       |
| Lobos BUAP "C"           | Puebla, Puebla                | Preparatoria Lic. Benito Juárez  |
| F.C. Los Ángeles         | Puebla, Puebla                | Ex Hacienda San José Maravillas  |
| Real San Cosme           | Tlaxcala, Tlaxcala            | Francisco Flores                 |
| Reales de Puebla         | Puebla, Puebla                | Centro escolar Morelos           |
| Santiago Tulantepec      | Santiago Tulantepec, Hidalgo  | Unidad Deportiva Conrado Muntane |
| Star Club                | Tlaxcala, Tlaxcala            | Próspero Cahuantzi               |
| Sultanes de Tamazunchale | Tamazunchale, San Luis Potosí | Deportivo Solidaridad            |
| Tuzos Pachuca (*)        | San Agustín Tlaxiaca, Hidalgo | Universidad del Fútbol           |
| Unión Acolman            | Acolman, Estado de México     | Municipal Acolman                |

### Grupo VII
| Equipo                          | Ciudad                           | Estadio                         |
| ------------------------------- | -------------------------------- | ------------------------------- |
| Atlético de Madrid              | México, D.F.                     | Deportivo Rosario Iglesias      |
| Atlético San Juan de Aragón     | México, D.F.                     | Deportivo Francisco Zarco       |
| Soccer Club Buendía             | México, D.F.                     | Cd. Deportiva Campo n.º 1       |
| CEFOR Cuauhtémoc Blanco         | México, D.F.                     | Deportivo Plutarco Elías Calles |
| Escuela de Alto Rendimiento (*) | México, D.F.                     | Universidad Anáhuac Norte       |
| Frailes Homape                  | México, D.F.                     | San Isidro                      |
| Halcones Valle del Mezquital    | México, D.F.                     | Unidad Deportiva Teoloyucan     |
| Hidalguense                     | Pachuca, Hidalgo                 | Club Hidalguense                |
| Independiente Mexiquense        | Nicolás Romero, Estado de México | Progreso Industrial             |
| Jardon JFS                      | México, D.F.                     | Deportivo Leandro Valle         |
| Leones de Lomar                 | México, D.F.                     | San Isidro                      |
| Proyecto Nuevo Chimalhuacán (*) | Chimalhuacán, Estado de México   | Tepalcates                      |
| Panteras de Lindavista          | México, D.F.                     | Deportivo Plutarco Elías Calles |
| Promodep Central                | México, D.F.                     | Deportivo Xochimilco            |
| Reyes de Texcoco                | México, D.F.                     | Tempelulli Campo 4              |
| San José del Arenal             | Chalco, Estado de México         | José Carbajal García            |
| Universidad del Fútbol (*)      | San Agustín Tlaxiaca, Hidalgo    | Universidad del Fútbol          |
| Vikingos de Chalco              | Chalco, Estado de México         | Zitlaltepec Los Brujos          |

### Grupo VIII
| Equipo                            | Ciudad                         | Estadio                               |
| --------------------------------- | ------------------------------ | ------------------------------------- |
| C. de Q.                          | Irapuato, Guanajuato           | Unidad Deportiva La Cañada            |
| Corregidores F.C.                 | Corregidora, Querétaro         | Unidad Deportiva La Negreta           |
| Delfines de Abasolo               | Abasolo, Guanajuato            | Municipal                             |
| Deportivo Corregidora             | Corregidora, Querétaro         | Municipal de Querétaro                |
| Guerreros de Pedro Escobedo       | Pedro Escobedo, Querétaro      | Unidad Deportiva Centro               |
| Jaral del Progreso                | Jaral del Progreso, Guanajuato | Unidad Deportiva Municipal            |
| Limoneros de Apatzingán           | Apatzingán, Michoacán          | Unidad Deportiva Adolfo López Mateos  |
| Monarcas Zacapu (*)               | Zacapu, Michoacán              | Municipal                             |
| Originales Aguacateros de Uruapan | Uruapan, Michoacán             | Unidad Deportiva Hermanos López Rayón |
| Querétaro "B" (*)                 | Querétaro, Querétaro           | Unidad Deportiva La Cañada            |
| Toros de Tequisquiapan            | Tequisquiapan, Querétaro       | Unidad Deportiva Emiliano Zapata C-1  |
| Tota Carbajal                     | León, Guanajuato               | Club Deportivo Cabezas Rojas          |
| CDU Uruapan                       | Uruapan, Michoacán             | Club Universidad                      |

### Grupo IX
| Equipo                       | Ciudad                               | Estadio                                     |
| ---------------------------- | ------------------------------------ | ------------------------------------------- |
| Águilas Reales "B"           | Guadalupe, Zacatecas                 | Unidad Deportiva Guadalupe                  |
| Atlético ECCA                | León, Guanajuato                     | Unidad Deportiva Enrique Fernández Martínez |
| Atlético Huejutla            | Huejutla, Zacatecas                  | Unidad Deportiva Minera Madero              |
| Atlético San Francisco       | San Francisco del Rincón, Guanajuato | Domingo Velázquez                           |
| Cabezas Rojas                | León, Guanajuato                     | Club Deportivo Cabezas Rojas                |
| Celaya FC "C" (+)            | Celaya, Guanajuato                   | Miguel Alemán Valdés                        |
| Deportivo Colegio Guanajuato | León, Guanajuato                     | Colegio Guanajuato                          |
| La Piedad Apaseo             | Apaseo el Alto, Guanajuato           | Unidad Deportiva Manuel Ávila Camacho       |
| Libertadores de Pénjamo      | Lagos de Moreno, Jalisco             | Salvador "Chava" Reyes                      |
| Lobos de San Luis            | San Luis Potosí, San Luis Potosí     | La Presa                                    |
| Mineros de Fresnillo "B"     | Fresnillo, Zacatecas                 | Unidad Deportiva Minera Fresnillo           |
| Real Leonés                  | León, Guanajuato                     | Club Deportivo Cabezas Rojas                |
| Real Zamora                  | Zamora, Michoacán                    | Unidad Deportiva El Chamizal                |
| Reyes de Tlajomulco          | Tlajomulco, Jalisco                  | Unidad Deportivo Mariano Otero              |
| Salamanca                    | Salamanca, Guanajuato                | El Molinito                                 |
| Tamasopo F.C.                | Tamasopo, San Luis Potosí            | Unidad Deportiva El Chacuaco                |
| Unión León                   | León, Guanajuato                     | Unión León Lalo Gutiérrez                   |
| UAZ "B" (*)                  | Zacatecas, Zacatecas                 | Universitario Unidad Deportiva Norte        |

### Grupo X
| Equipo                       | Ciudad                         | Estadio                              |
| ---------------------------- | ------------------------------ | ------------------------------------ |
| Arandas F.C.                 | Arandas, Jalisco               | Unidad Deportiva Gustavo Díaz Ordaz  |
| Atlético Cocula              | Tlaquepaque, Jalisco           | Deportivo Adalu                      |
| Atlético Tecomán             | Tecomán, Colima                | Víctor Sevilla Torres                |
| Atotonilco F.C.              | Guadalajara, Jalisco           | Unidad Deportiva Margarito Ramírez   |
| Autlán                       | Autlán, Jalisco                | Unidad Deportiva Chapultepec         |
| Comala Pueblo Mágico         | Colima, Colima                 | Colima                               |
| Charales de Chapala          | Chapala, Jalisco               | Municipal                            |
| Escuela de Fútbol Chivas (+) | Zapopan, Jalisco               | Chivas San Rafael                    |
| Lobos de Zihuatanejo         | Zapopan, Jalisco               | Deportivo del Valle                  |
| Nuevos Valores de Ocotlán    | Ocotlán, Jalisco               | Municipal de Ocotlán                 |
| C.D. Oro                     | Guadalajara, Jalisco           | Instalaciones Telmex                 |
| Queseros de San José         | San José de Gracia, Michoacán  | Juanito Chávez                       |
| C.D. Tepatitlán              | Tepatitlán de Morelos, Jalisco | Tepa Gómez                           |
| Tequila Pueblo Mágico        | Tequila, Jalisco               | Unidad Deportiva Municipal           |
| Valle del Grullo             | Tlaquepaque, Jalisco           | Unidad Deportiva Revolución Mexicana |
| Vaqueros                     | Guadalajara, Jalisco           | Club Vaqueros Ixtlán C-1             |
| Vaqueros Bellavista          | Guadalajara, Jalisco           | Juan "Bigotón" Jasso                 |
| Volcanes de Colima           | Colima, Colima                 | Unidad Deportiva Morelos             |

### Grupo XI
| Equipo                             | Ciudad                               | Estadio                                  |
| ---------------------------------- | ------------------------------------ | ---------------------------------------- |
| Atlas 3ra (+)                      | Zapopan, Jalisco                     | Atlas Chapalita                          |
| Aves Blancas                       | Tepatitlán de Morelos, Jalisco       | Corredor Industrial                      |
| Cazcanes de Ameca                  | Ameca, Jalisco                       | Núcleo Deportivo y de Espectáculos Ameca |
| Cocula F.C.                        | Zapopan, Jalisco                     | Club Morumbí C-1                         |
| Colegio Albert Schweltzer          | Guadalajara, Jalisco                 | Instalaciones Telmex                     |
| Deportivo de Los Altos "B" (*)     | Yahualica de González Gallo, Jalisco | Las Ánimas                               |
| Deportivo Las Varas                | Compostela, Nayarit                  | Unidad Deportiva Ejidal                  |
| Deportivo Tepic "B" (*)            | Tepic, Nayarit                       | Arena Cora                               |
| Estudiantes Tecos "C" (+)          | Zapopan, Jalisco                     | Cancha Jorge Campos 2 de C.U.            |
| Guadalajara "C" (+)                | Zapopan, Jalisco                     | Verde Valle                              |
| Hipocampos Vallarta                | Puerto Vallarta, Jalisco             | Ejidal Ixtapa                            |
| Jaguares de Santiago               | Santiago Ixcuintla, Nayarit          | Municipal                                |
| Leones Negros de Talpa (*)         | Talpa de Allende, Jalisco            | Unidad Deportiva Halcón Peña             |
| Nacional                           | Guadalajara, Jalisco                 | Occidente                                |
| Potros de Bahía de Banderas        | Bahía de Banderas, Nayarit           | Unidad Deportiva San José del Valle      |
| Revolucionarios F.C.               | Guadalajara, Jalisco                 | Colegio Once México                      |
| Sahuayo F.C.                       | Sahuayo, Michoacán                   | Unidad Deportiva Municipal               |
| Universidad de Guadalajara "C" (*) | Zapopan, Jalisco                     | La Primavera U. de G.                    |

### Grupo XII
| Equipo                               | Ciudad                               | Estadio                        |
| ------------------------------------ | ------------------------------------ | ------------------------------ |
| Atlético Altamira                    | Altamira, Tamaulipas                 | Lázaro Cárdenas                |
| Bravos de Nuevo Laredo "B" (*)       | Nuevo Laredo, Tamaulipas             | Unidad Deportiva Benito Juárez |
| Canteranos Altamira (+)              | Altamira, Tamaulipas                 | Cancha n.º 2 del Club Altamira |
| Ciudad Valles                        | Ciudad Valles, San Luis Potosí       | Unidad Deportiva de Veterano   |
| Correcaminos UAT "C" (+)             | Ciudad Victoria, Tamaulipas          | Eugenio Alvizo Porras          |
| Coyotes de Saltillo                  | Saltillo, Coahuila                   | Olímpico Francisco I. Madero   |
| Estudiantes Tecnológico Nuevo Laredo | Nuevo Laredo, Tamaulipas             | Unidad Deportiva Oriente       |
| Ho Gar Matamoros                     | Matamoros, Tamaulipas                | Pedro Zalazar Maldonado        |
| Jaguares de Nuevo León               | San Nicolás de los Garza, Nuevo León | Unidad Deportiva Oriente       |
| Monterrey "B" (+)                    | Monterrey, Nuevo León                | El Cerrito                     |
| Orinegros de Ciudad Madero           | Ciudad Madero, Tamaulipas            | Olímpico Tecnológico           |
| Panteras Negras GNL                  | Guadalupe, Nuevo León                | Unidad Deportiva La Talaverna  |
| Tigres SD (+)                        | San Nicolás de los Garza, Nuevo León | La Cueva                       |
| Tuneros de Matehuala                 | Matehuala, San Luis Potosí           | Manuel Moreno Torres           |
| Universidad de Monterrey             | San Pedro Garza García, Nuevo León   | Universidad de Monterrey       |

### Grupo XIII
| Equipo                          | Ciudad                        | Estadio                   |
| ------------------------------- | ----------------------------- | ------------------------- |
| Deportivo Navolato              | Navolato, Sinaloa             | Juventud                  |
| Deportivo Obregón               | Ciudad Obregón, Sonora        | Manuel Piri Sagasta       |
| Diablos Azules                  | Guasave, Sinaloa              | Guasave 89                |
| Diablos de Ensenada             | Ensenada, Baja California     | Campo Nuevo Ensenada      |
| Héroes de Caborca               | Caborca, Sonora               | Fidencio Hernández        |
| Indios Cucapá                   | San Luis Río Colorado, Sonora | México 70                 |
| Mazatlán Soccer Club            | Mazatlán, Sinaloa             | Juan Martínez Barreda     |
| Pescadores de Ensenada          | Ensenada, Baja California     | Municipal "Casas GEO"     |
| Poblado Miguel Alemán (+)       | Hermosillo, Sonora            | Alejandro López Caballero |
| Universidad Autónoma de Sinaloa | Culiacán, Sinaloa             | Universitario             |
| Xoloitzcuintles 3ra (+)         | Rosarito, Baja California     | Unidad Deportiva Reforma  |

### Grupo XIV
| Equipo                    | Ciudad                   | Estadio                  |
| ------------------------- | ------------------------ | ------------------------ |
| Chinarras de Aldama       | Chihuahua, Chihuahua     | Olímpico Cd. Deportiva   |
| Fútbol Premier            | Chihuahua, Chihuahua     | Olímpico Cd. Deportiva   |
| La Tribu de Ciudad Juárez | Ciudad Juárez, Chihuahua | 20 de Noviembre          |
| Meloneros de Matamoros    | Matamoros, Coahuila      | Olímpico Matamoros       |
| Real Magari               | Ciudad Juárez, Chihuahua | 20 de Noviembre          |
| San Isidro Laguna         | Torreón, Coahuila        | San Isidro               |
| Soles de Ciudad Juárez    | Ciudad Juárez, Chihuahua | 20 de Noviembre          |
| F.C. Toros                | Gómez Palacio, Durango   | Unidad Deportiva Torreón |
| Dorados UACH "B" (+)      | Chihuahua, Chihuahua     | Olímpico Universitario   |

## Tablas generales

### Grupo I
| Pos. | Equipo                  | Pts. | PJ | G  | E | P  | GF | GC | Dif. | Clasificación       |
| ---- | ----------------------- | ---- | -- | -- | - | -- | -- | -- | ---- | ------------------- |
| 1    | Corsarios de Campeche   | 42   | 18 | 12 | 4 | 2  | 28 | 16 | +12  | Liguilla de ascenso |
| 2    | Dragones de Tabasco     | 35   | 18 | 10 | 4 | 4  | 41 | 20 | +21  | Liguilla de ascenso |
| 3    | Pioneros Junior         | 34   | 18 | 10 | 3 | 5  | 31 | 15 | +16  | Liguilla de ascenso |
| 4    | Bonfil                  | 34   | 18 | 8  | 6 | 4  | 28 | 25 | +3   | Liguilla de ascenso |
| 5    | Jaguares de la 48       | 30   | 18 | 9  | 2 | 7  | 25 | 24 | +1   |                     |
| 6    | Atlético San Miguel     | 28   | 18 | 7  | 4 | 7  | 33 | 27 | +6   |                     |
| 7    | Chetumal                | 26   | 18 | 6  | 5 | 7  | 32 | 26 | +6   |                     |
| 8    | Inter Playa "B"         | 16   | 18 | 4  | 3 | 11 | 10 | 34 | −24  |                     |
| 9    | Delfines del Carmen "C" | 15   | 18 | 4  | 3 | 11 | 18 | 33 | −15  |                     |
| 10   | F.C. Itzaes             | 10   | 18 | 1  | 4 | 13 | 15 | 41 | −26  |                     |

 Fuente: Tercera División

### Grupo II
| Pos. | Equipo                            | Pts. | PJ | G  | E  | P  | GF | GC | Dif. | Clasificación       |
| ---- | --------------------------------- | ---- | -- | -- | -- | -- | -- | -- | ---- | ------------------- |
| 1    | Cruz Azul Lagunas                 | 76   | 34 | 21 | 7  | 6  | 82 | 25 | +57  | Liguilla de ascenso |
| 2    | Piñeros de Loma Bonita            | 73   | 34 | 21 | 8  | 5  | 79 | 38 | +41  | Liguilla de ascenso |
| 3    | Mezcalapa F.C.                    | 66   | 34 | 16 | 12 | 6  | 63 | 38 | +25  | Liguilla de ascenso |
| 4    | Poza Rica                         | 64   | 34 | 20 | 3  | 11 | 60 | 34 | +26  | Liguilla de ascenso |
| 5    | C.F. San Andrés                   | 62   | 34 | 17 | 7  | 10 | 76 | 46 | +30  | Liguilla de ascenso |
| 6    | Universidad del Golfo de México   | 61   | 34 | 17 | 8  | 9  | 52 | 36 | +16  |                     |
| 7    | Santos Córdoba                    | 52   | 34 | 15 | 5  | 14 | 45 | 44 | +1   |                     |
| 8    | Colegio Once México               | 49   | 34 | 11 | 8  | 15 | 43 | 48 | −5   |                     |
| 9    | Lanceros de Cosoleacaque          | 49   | 34 | 13 | 6  | 15 | 39 | 45 | −6   |                     |
| 10   | Azucareros de Tezonapa            | 47   | 34 | 13 | 6  | 15 | 42 | 57 | −15  |                     |
| 11   | Halcones Marinos de Veracruz      | 46   | 34 | 11 | 8  | 15 | 50 | 50 | 0    |                     |
| 12   | Atlético Veracruz                 | 45   | 34 | 11 | 9  | 14 | 41 | 43 | −2   |                     |
| 13   | Atlético Boca del Río             | 44   | 34 | 11 | 6  | 17 | 36 | 52 | −16  |                     |
| 14   | Limoneros de Martínez de la Torre | 44   | 34 | 13 | 3  | 18 | 52 | 74 | −22  |                     |
| 15   | Naranjeros de Álamo               | 44   | 34 | 11 | 8  | 15 | 34 | 59 | −25  |                     |
| 16   | Delfines UGM                      | 37   | 34 | 8  | 9  | 17 | 45 | 70 | −25  |                     |
| 17   | Cafetaleros de Xalapa             | 35   | 34 | 8  | 7  | 19 | 53 | 73 | −20  |                     |
| 18   | Estudiantes de Xalapa             | 27   | 34 | 5  | 10 | 19 | 36 | 78 | −42  |                     |

 Fuente: Tercera División

### Grupo III
| Pos. | Equipo                    | Pts. | PJ | G  | E  | P  | GF | GC  | Dif. | Clasificación       |
| ---- | ------------------------- | ---- | -- | -- | -- | -- | -- | --- | ---- | ------------------- |
| 1    | Galeana Morelos           | 73   | 32 | 21 | 5  | 6  | 84 | 30  | +54  | Liguilla de ascenso |
| 2    | Guerreros de Yecapixtla   | 72   | 32 | 21 | 8  | 3  | 82 | 27  | +55  | Liguilla de ascenso |
| 3    | Tigres Dorados MRCI       | 65   | 32 | 20 | 4  | 8  | 77 | 38  | +39  | Liguilla de ascenso |
| 4    | Acapulco F.C.             | 64   | 32 | 18 | 6  | 8  | 73 | 37  | +36  | Liguilla de ascenso |
| 5    | SEP Puebla                | 62   | 32 | 18 | 6  | 8  | 80 | 35  | +45  | Liguilla de ascenso |
| 6    | Selva Cañera              | 62   | 32 | 16 | 10 | 6  | 64 | 37  | +27  |                     |
| 7    | C.D. Chilpancingo         | 60   | 32 | 18 | 4  | 10 | 73 | 57  | +16  |                     |
| 8    | Atlético Cuernavaca       | 54   | 32 | 11 | 12 | 9  | 50 | 41  | +9   |                     |
| 9    | Cuautla UNILA             | 53   | 32 | 15 | 7  | 10 | 71 | 45  | +26  |                     |
| 10   | Zapata                    | 49   | 32 | 15 | 2  | 15 | 61 | 60  | +1   |                     |
| 11   | Club Alpha                | 48   | 32 | 11 | 8  | 13 | 47 | 49  | −2   |                     |
| 12   | Albinegros de Orizaba "B" | 46   | 32 | 12 | 6  | 14 | 42 | 44  | −2   |                     |
| 13   | Deportivo Anlesjeroka     | 40   | 32 | 10 | 6  | 16 | 52 | 51  | +1   |                     |
| 14   | Real Acapulco             | 23   | 32 | 5  | 6  | 21 | 36 | 71  | −35  |                     |
| 15   | Héroes de Veracruz        | 22   | 32 | 5  | 6  | 21 | 38 | 84  | −46  |                     |
| 16   | Tulyehualco               | 16   | 32 | 4  | 3  | 25 | 16 | 120 | −104 |                     |
| 17   | Teca Huixquilucan         | 7    | 32 | 2  | 1  | 29 | 9  | 129 | −120 |                     |

 Fuente: Tercera División

### Grupo IV
| Pos. | Equipo                  | Pts. | PJ | G  | E  | P  | GF  | GC  | Dif. | Clasificación       |
| ---- | ----------------------- | ---- | -- | -- | -- | -- | --- | --- | ---- | ------------------- |
| 1    | Sporting Canamy         | 79   | 30 | 24 | 4  | 2  | 110 | 26  | +84  | Liguilla de ascenso |
| 2    | Marina                  | 71   | 30 | 22 | 3  | 5  | 63  | 26  | +37  | Liguilla de ascenso |
| 3    | Ángeles de la Ciudad    | 70   | 30 | 20 | 7  | 3  | 90  | 27  | +63  | Liguilla de ascenso |
| 4    | Coyotes Neza            | 63   | 30 | 16 | 9  | 5  | 49  | 29  | +20  | Liguilla de ascenso |
| 5    | Azules de la Sección 26 | 61   | 30 | 15 | 10 | 5  | 57  | 33  | +24  | Liguilla de ascenso |
| 6    | Álamos F.C.             | 60   | 30 | 15 | 9  | 6  | 51  | 22  | +29  |                     |
| 7    | Tecamachalco Sur        | 50   | 30 | 12 | 9  | 9  | 50  | 43  | +7   |                     |
| 8    | Lobos Unión Neza        | 45   | 30 | 10 | 10 | 10 | 37  | 38  | −1   |                     |
| 9    | Santa Rosa              | 38   | 30 | 9  | 8  | 13 | 44  | 44  | 0    |                     |
| 10   | Morelos Ecatepec        | 37   | 30 | 9  | 8  | 13 | 45  | 56  | −11  |                     |
| 11   | Real Olmeca Sport       | 36   | 30 | 6  | 12 | 12 | 41  | 54  | −13  |                     |
| 12   | Águilas de Teotihuacán  | 36   | 30 | 8  | 7  | 15 | 36  | 52  | −16  |                     |
| 13   | Novillos Neza           | 31   | 30 | 6  | 7  | 17 | 28  | 65  | −37  |                     |
| 14   | Pato Baeza              | 26   | 30 | 5  | 8  | 17 | 22  | 48  | −26  |                     |
| 15   | Atlético Pascual        | 14   | 30 | 3  | 5  | 22 | 27  | 87  | −60  |                     |
| 16   | Iztacalco               | 6    | 30 | 2  | 0  | 28 | 17  | 117 | −100 |                     |

 Fuente: Tercera División

### Grupo V
| Pos. | Equipo                     | Pts. | PJ | G  | E  | P  | GF  | GC  | Dif. | Clasificación       |
| ---- | -------------------------- | ---- | -- | -- | -- | -- | --- | --- | ---- | ------------------- |
| 1    | Manchester Metepec         | 78   | 30 | 24 | 3  | 3  | 110 | 19  | +91  | Liguilla de ascenso |
| 2    | Potros UAEM "B"            | 76   | 30 | 24 | 4  | 2  | 86  | 11  | +75  | Liguilla de ascenso |
| 3    | Estudiantes de Atlacomulco | 68   | 30 | 20 | 6  | 4  | 68  | 30  | +38  | Liguilla de ascenso |
| 4    | Atlético UEFA              | 64   | 30 | 19 | 4  | 7  | 63  | 29  | +34  | Liguilla de ascenso |
| 5    | Deportivo Metepec          | 58   | 30 | 17 | 5  | 8  | 64  | 32  | +32  | Liguilla de ascenso |
| 6    | C.D. Tejupilco             | 55   | 30 | 14 | 7  | 9  | 58  | 39  | +19  |                     |
| 7    | C.D. Jilotepec             | 54   | 30 | 12 | 10 | 8  | 50  | 33  | +17  |                     |
| 8    | Deportivo Vallesano        | 48   | 30 | 14 | 4  | 12 | 60  | 49  | +11  |                     |
| 9    | Real Halcones              | 42   | 30 | 12 | 4  | 14 | 40  | 58  | −18  |                     |
| 10   | Atlético Naucalpan         | 37   | 30 | 10 | 6  | 14 | 32  | 44  | −12  |                     |
| 11   | Tolcayuca F.C.             | 36   | 30 | 9  | 6  | 15 | 34  | 62  | −28  |                     |
| 12   | Ixtlahuaca F.C.            | 30   | 30 | 9  | 2  | 19 | 56  | 87  | −31  |                     |
| 13   | Futcenter                  | 26   | 30 | 8  | 1  | 21 | 27  | 54  | −27  |                     |
| 14   | Grupo Sherwood             | 22   | 30 | 5  | 6  | 19 | 34  | 79  | −45  |                     |
| 15   | Aztecas AMF Soccer         | 20   | 30 | 6  | 2  | 22 | 18  | 93  | −75  |                     |
| 16   | Guerreros Pericues         | 3    | 30 | 1  | 0  | 29 | 13  | 110 | −97  |                     |

 Fuente: Tercera División

### Grupo VI
| Pos. | Equipo                   | Pts. | PJ | G  | E  | P  | GF | GC  | Dif. | Clasificación        |
| ---- | ------------------------ | ---- | -- | -- | -- | -- | -- | --- | ---- | -------------------- |
| 1    | Tuzos Pachuca            | 69   | 26 | 21 | 4  | 1  | 91 | 16  | +75  | Liguilla de ascenso  |
| 2    | Cruz Azul Dublán         | 62   | 26 | 19 | 4  | 3  | 88 | 20  | +68  | Liguilla de filiales |
| 3    | F.C. Los Ángeles         | 59   | 26 | 17 | 4  | 5  | 81 | 25  | +56  | Liguilla de ascenso  |
| 4    | Lobos BUAP "C"           | 56   | 26 | 16 | 5  | 5  | 65 | 28  | +37  | Liguilla de ascenso  |
| 5    | Sultanes de Tamazunchale | 52   | 26 | 12 | 10 | 4  | 53 | 24  | +29  | Liguilla de ascenso  |
| 6    | Star Club                | 41   | 26 | 13 | 1  | 12 | 61 | 35  | +26  |                      |
| 7    | Linces de Tlaxcala "B"   | 41   | 26 | 12 | 4  | 10 | 46 | 34  | +12  |                      |
| 8    | Atlético Hidalgo         | 36   | 26 | 11 | 3  | 12 | 54 | 47  | +7   |                      |
| 9    | Reales de Puebla         | 32   | 26 | 10 | 2  | 14 | 36 | 52  | −16  |                      |
| 10   | Santiago Tulantepec      | 29   | 26 | 7  | 5  | 14 | 30 | 38  | −8   |                      |
| 11   | Deportivo Ixmiquilpan    | 28   | 26 | 9  | 1  | 16 | 32 | 66  | −34  |                      |
| 12   | Leones de Huauchinango   | 23   | 26 | 5  | 5  | 16 | 29 | 57  | −28  |                      |
| 13   | Real San Cosme           | 9    | 26 | 3  | 0  | 23 | 18 | 88  | −70  |                      |
| 14   | Unión Acolman            | 6    | 26 | 2  | 0  | 24 | 16 | 176 | −160 |                      |

 Fuente: Tercera División

### Grupo VII
| Pos. | Equipo                       | Pts. | PJ | G  | E  | P  | GF  | GC  | Dif. | Clasificación       |
| ---- | ---------------------------- | ---- | -- | -- | -- | -- | --- | --- | ---- | ------------------- |
| 1    | Atlético de Madrid           | 84   | 34 | 26 | 4  | 4  | 128 | 8   | +120 | Liguilla de ascenso |
| 2    | Promodep Central             | 79   | 34 | 23 | 6  | 5  | 101 | 30  | +71  | Liguilla de ascenso |
| 3    | Escuela de Alto Rendimiento  | 78   | 34 | 20 | 11 | 3  | 72  | 32  | +40  | Liguilla de ascenso |
| 4    | Proyecto Nuevo Chimalhuacán  | 68   | 34 | 19 | 8  | 7  | 88  | 52  | +36  | Liguilla de ascenso |
| 5    | Universidad del Fútbol       | 66   | 34 | 19 | 6  | 9  | 85  | 45  | +40  | Liguilla de ascenso |
| 6    | Soccer Club Buendía          | 66   | 34 | 19 | 5  | 10 | 75  | 48  | +27  |                     |
| 7    | Independiente Mexiquense     | 63   | 34 | 17 | 6  | 11 | 68  | 54  | +14  |                     |
| 8    | CEFOR Cuauhtémoc Blanco      | 62   | 34 | 17 | 9  | 8  | 83  | 33  | +50  |                     |
| 9    | Panteras de Lindavista       | 54   | 34 | 17 | 2  | 15 | 70  | 62  | +8   |                     |
| 10   | Reyes de Texcoco             | 49   | 34 | 14 | 6  | 14 | 79  | 83  | −4   |                     |
| 11   | Hidalguense                  | 48   | 34 | 13 | 7  | 14 | 56  | 60  | −4   |                     |
| 12   | San José del Arenal          | 42   | 34 | 8  | 12 | 14 | 65  | 76  | −11  |                     |
| 13   | Leones de Lomar              | 39   | 34 | 12 | 2  | 20 | 49  | 88  | −39  |                     |
| 14   | Atlético San Juan de Aragón  | 38   | 34 | 10 | 6  | 18 | 44  | 56  | −12  |                     |
| 15   | Halcones Valle del Mezquital | 28   | 34 | 6  | 6  | 22 | 44  | 118 | −74  |                     |
| 16   | Vikingos de Chalco           | 24   | 34 | 7  | 2  | 25 | 29  | 71  | −42  |                     |
| 17   | Frailes Homape               | 19   | 34 | 3  | 7  | 24 | 26  | 84  | −58  |                     |
| 18   | Jardon JFS                   | 11   | 34 | 3  | 1  | 30 | 14  | 148 | −134 |                     |

 Fuente: Tercera División

### Grupo VIII
| Pos. | Equipo                            | Pts. | PJ | G  | E | P  | GF | GC | Dif. | Clasificación       |
| ---- | --------------------------------- | ---- | -- | -- | - | -- | -- | -- | ---- | ------------------- |
| 1    | Limoneros de Apatzingán           | 69   | 24 | 23 | 0 | 1  | 99 | 13 | +86  | Liguilla de ascenso |
| 2    | CDU Uruapan                       | 53   | 24 | 15 | 6 | 3  | 80 | 32 | +48  | Liguilla de ascenso |
| 3    | Originales Aguacateros de Uruapan | 53   | 24 | 15 | 4 | 5  | 61 | 30 | +31  | Liguilla de ascenso |
| 4    | Querétaro "B"                     | 53   | 24 | 17 | 1 | 6  | 54 | 26 | +28  | Liguilla de ascenso |
| 5    | Delfines de Abasolo               | 50   | 24 | 15 | 3 | 6  | 57 | 24 | +33  |                     |
| 6    | Corregidores F.C.                 | 47   | 24 | 14 | 4 | 6  | 60 | 35 | +25  |                     |
| 7    | Monarcas Zacapu                   | 31   | 24 | 7  | 7 | 10 | 31 | 38 | −7   |                     |
| 8    | Jaral del Progreso                | 31   | 24 | 10 | 1 | 13 | 42 | 54 | −12  |                     |
| 9    | Deportivo Corregidora             | 23   | 24 | 6  | 4 | 14 | 30 | 50 | −20  |                     |
| 10   | C. de Q.                          | 18   | 24 | 4  | 4 | 16 | 28 | 71 | −43  |                     |
| 11   | Toros de Tequisquiapan            | 18   | 24 | 4  | 3 | 17 | 21 | 83 | −62  |                     |
| 12   | Guerreros de Pedro Escobedo       | 13   | 24 | 3  | 3 | 18 | 25 | 78 | −53  |                     |
| 13   | Tota Carbajal                     | 9    | 24 | 3  | 0 | 21 | 26 | 71 | −45  |                     |

 Fuente: Tercera División

### Grupo IX
| Pos. | Equipo                       | Pts. | PJ | G  | E  | P  | GF  | GC  | Dif. | Clasificación       |
| ---- | ---------------------------- | ---- | -- | -- | -- | -- | --- | --- | ---- | ------------------- |
| 1    | Atlético San Francisco       | 86   | 34 | 26 | 5  | 3  | 103 | 20  | +83  | Liguilla de ascenso |
| 2    | Salamanca                    | 82   | 34 | 26 | 3  | 5  | 91  | 20  | +71  | Liguilla de ascenso |
| 3    | Real Zamora                  | 81   | 34 | 24 | 7  | 3  | 77  | 20  | +57  | Liguilla de ascenso |
| 4    | Águilas Reales "B"           | 72   | 34 | 20 | 8  | 6  | 77  | 29  | +48  | Liguilla de ascenso |
| 5    | UAZ "B"                      | 71   | 34 | 19 | 8  | 7  | 69  | 33  | +36  | Liguilla de ascenso |
| 6    | Lobos de San Luis            | 70   | 34 | 20 | 6  | 8  | 73  | 39  | +34  |                     |
| 7    | Tamasopo F.C.                | 61   | 34 | 17 | 6  | 11 | 51  | 48  | +3   |                     |
| 8    | Deportivo Colegio Guanajuato | 55   | 34 | 16 | 5  | 13 | 77  | 48  | +29  |                     |
| 9    | Celaya FC "C"                | 52   | 34 | 14 | 8  | 12 | 52  | 40  | +12  |                     |
| 10   | Reyes de Tlajomulco          | 48   | 34 | 13 | 5  | 16 | 49  | 52  | −3   |                     |
| 11   | Atlético ECCA                | 46   | 34 | 12 | 7  | 15 | 48  | 44  | +4   |                     |
| 12   | Cabezas Rojas                | 42   | 34 | 11 | 5  | 18 | 48  | 64  | −16  |                     |
| 13   | Mineros de Fresnillo "B"     | 40   | 34 | 10 | 7  | 17 | 39  | 58  | −19  |                     |
| 14   | Libertadores de Pénjamo      | 39   | 34 | 8  | 10 | 16 | 40  | 71  | −31  |                     |
| 15   | La Piedad Apaseo             | 24   | 34 | 6  | 5  | 23 | 35  | 95  | −60  |                     |
| 16   | Unión León                   | 22   | 34 | 5  | 5  | 24 | 17  | 72  | −55  |                     |
| 17   | Atlético Huejutla            | 15   | 34 | 4  | 3  | 27 | 26  | 123 | −97  |                     |
| 18   | Real Leonés                  | 11   | 34 | 3  | 1  | 30 | 17  | 113 | −96  |                     |

 Fuente: Tercera División

### Grupo X
| Pos. | Equipo                    | Pts. | PJ | G  | E | P  | GF | GC  | Dif. | Clasificación        |
| ---- | ------------------------- | ---- | -- | -- | - | -- | -- | --- | ---- | -------------------- |
| 1    | Vaqueros Bellavista       | 91   | 34 | 29 | 3 | 2  | 88 | 22  | +66  | Liguilla de ascenso  |
| 2    | Vaqueros                  | 84   | 34 | 27 | 2 | 5  | 93 | 27  | +66  | Liguilla de ascenso  |
| 3    | C.D. Tepatitlán           | 77   | 34 | 24 | 4 | 6  | 71 | 28  | +43  | Liguilla de ascenso  |
| 4    | Escuela de Fútbol Chivas  | 69   | 34 | 19 | 7 | 8  | 66 | 32  | +34  | Liguilla de filiales |
| 5    | Atotonilco F.C.           | 68   | 34 | 17 | 9 | 8  | 89 | 55  | +34  | Liguilla de ascenso  |
| 6    | Atlético Tecomán          | 66   | 34 | 20 | 5 | 9  | 99 | 61  | +38  | Liguilla de ascenso  |
| 7    | Nuevos Valores de Ocotlán | 65   | 34 | 18 | 7 | 9  | 73 | 51  | +22  |                      |
| 8    | Queseros de San José      | 62   | 34 | 17 | 8 | 9  | 60 | 33  | +27  |                      |
| 9    | Tequila Pueblo Mágico     | 60   | 34 | 18 | 4 | 12 | 59 | 39  | +20  |                      |
| 10   | Arandas F.C.              | 57   | 34 | 15 | 8 | 11 | 61 | 49  | +12  |                      |
| 11   | Atlético Cocula           | 48   | 34 | 12 | 9 | 13 | 54 | 65  | −11  |                      |
| 12   | Comala Pueblo Mágico      | 42   | 34 | 13 | 3 | 18 | 64 | 65  | −1   |                      |
| 13   | Autlán                    | 34   | 34 | 7  | 7 | 20 | 39 | 83  | −44  |                      |
| 14   | Volcanes de Colima        | 28   | 34 | 7  | 5 | 22 | 24 | 88  | −64  |                      |
| 15   | Charales de Chapala       | 27   | 34 | 6  | 7 | 21 | 30 | 61  | −31  |                      |
| 16   | Lobos de Zihuatanejo      | 22   | 34 | 5  | 4 | 25 | 40 | 91  | −51  |                      |
| 17   | C.D. Oro                  | 10   | 34 | 3  | 1 | 30 | 27 | 116 | −89  |                      |
| 18   | Valle del Grullo          | 7    | 34 | 1  | 3 | 30 | 15 | 116 | −101 |                      |

 Fuente: Tercera División

### Grupo XI
| Pos. | Equipo                         | Pts. | PJ | G  | E  | P  | GF | GC | Dif. | Clasificación        |
| ---- | ------------------------------ | ---- | -- | -- | -- | -- | -- | -- | ---- | -------------------- |
| 1    | Estudiantes Tecos "C"          | 82   | 34 | 25 | 4  | 5  | 82 | 24 | +58  | Liguilla de filiales |
| 2    | Deportivo Las Varas            | 67   | 34 | 19 | 6  | 9  | 56 | 31 | +25  | Liguilla de ascenso  |
| 3    | Deportivo Tepic "B"            | 66   | 34 | 19 | 7  | 8  | 61 | 40 | +21  | Liguilla de ascenso  |
| 4    | Atlas 3ra                      | 64   | 34 | 18 | 6  | 10 | 72 | 35 | +37  | Liguilla de filiales |
| 5    | Guadalajara "C"                | 64   | 34 | 18 | 7  | 9  | 77 | 42 | +35  |                      |
| 6    | Cocula F.C.                    | 64   | 34 | 19 | 5  | 10 | 59 | 43 | +16  | Liguilla de ascenso  |
| 7    | Deportivo de Los Altos "B"     | 63   | 34 | 18 | 6  | 10 | 77 | 55 | +22  | Liguilla de ascenso  |
| 8    | Jaguares de Santiago           | 63   | 34 | 18 | 7  | 9  | 68 | 59 | +9   | Liguilla de ascenso  |
| 9    | Potros de Bahía de Banderas    | 61   | 34 | 16 | 7  | 11 | 55 | 44 | +11  |                      |
| 10   | Cazcanes de Ameca              | 59   | 34 | 16 | 9  | 9  | 65 | 38 | +27  |                      |
| 11   | Universidad de Guadalajara "C" | 57   | 34 | 13 | 9  | 12 | 53 | 42 | +11  |                      |
| 12   | Aves Blancas                   | 49   | 34 | 11 | 11 | 12 | 53 | 45 | +8   |                      |
| 13   | Revolucionarios F.C.           | 36   | 34 | 10 | 4  | 20 | 41 | 69 | −28  |                      |
| 14   | Hipocampos Vallarta            | 32   | 34 | 8  | 6  | 20 | 43 | 65 | −22  |                      |
| 15   | Colegio Albert Schweltzer      | 32   | 34 | 9  | 3  | 22 | 36 | 85 | −49  |                      |
| 16   | Sahuayo F.C.                   | 29   | 34 | 9  | 2  | 23 | 48 | 91 | −43  |                      |
| 17   | Nacional                       | 18   | 34 | 5  | 3  | 26 | 27 | 84 | −57  |                      |
| 18   | Leones Negros de Talpa         | 12   | 34 | 3  | 2  | 29 | 16 | 97 | −81  |                      |

 Fuente: Tercera División

### Grupo XII
| Pos. | Equipo                               | Pts. | PJ | G  | E  | P  | GF | GC | Dif. | Clasificación        |
| ---- | ------------------------------------ | ---- | -- | -- | -- | -- | -- | -- | ---- | -------------------- |
| 1    | Tigres SD                            | 62   | 28 | 19 | 4  | 5  | 52 | 19 | +33  | Liguilla de filiales |
| 2    | Monterrey "B"                        | 59   | 28 | 13 | 11 | 4  | 56 | 24 | +32  | Liguilla de filiales |
| 3    | Universidad de Monterrey             | 52   | 28 | 13 | 9  | 6  | 48 | 31 | +17  | Liguilla de ascenso  |
| 4    | Ho Gar Matamoros                     | 52   | 28 | 15 | 4  | 9  | 41 | 28 | +13  | Liguilla de ascenso  |
| 5    | Canteranos Altamira                  | 51   | 28 | 14 | 7  | 7  | 53 | 31 | +22  |                      |
| 6    | Orinegros de Ciudad Madero           | 51   | 28 | 14 | 7  | 7  | 46 | 29 | +17  | Liguilla de ascenso  |
| 7    | Coyotes de Saltillo                  | 43   | 28 | 13 | 3  | 12 | 37 | 35 | +2   | Liguilla de ascenso  |
| 8    | Jaguares de Nuevo León               | 43   | 28 | 11 | 6  | 11 | 35 | 35 | 0    |                      |
| 9    | Correcaminos UAT "C"                 | 42   | 28 | 10 | 7  | 11 | 35 | 34 | +1   |                      |
| 10   | Panteras Negras GNL                  | 39   | 28 | 8  | 9  | 11 | 38 | 39 | −1   |                      |
| 11   | Ciudad Valles                        | 37   | 28 | 8  | 9  | 11 | 42 | 47 | −5   |                      |
| 12   | Bravos de Nuevo Laredo "B"           | 31   | 28 | 7  | 7  | 14 | 41 | 58 | −17  |                      |
| 13   | Tuneros de Matehuala                 | 27   | 28 | 8  | 2  | 18 | 39 | 71 | −32  |                      |
| 14   | Estudiantes Tecnológico Nuevo Laredo | 26   | 28 | 7  | 4  | 17 | 39 | 70 | −31  |                      |
| 15   | Atlético Altamira                    | 15   | 28 | 3  | 5  | 20 | 22 | 63 | −41  |                      |

 Fuente: Tercera División

### Grupo XIII
| Pos. | Equipo                          | Pts. | PJ | G  | E | P  | GF | GC | Dif. | Clasificación        |
| ---- | ------------------------------- | ---- | -- | -- | - | -- | -- | -- | ---- | -------------------- |
| 1    | Universidad Autónoma de Sinaloa | 45   | 20 | 14 | 3 | 3  | 42 | 19 | +23  | Liguilla de ascenso  |
| 2    | Poblado Miguel Alemán           | 41   | 20 | 10 | 7 | 3  | 40 | 26 | +14  | Liguilla de filiales |
| 3    | Deportivo Navolato              | 40   | 20 | 9  | 8 | 3  | 34 | 20 | +14  | Liguilla de ascenso  |
| 4    | Diablos de Ensenada             | 32   | 20 | 7  | 6 | 7  | 28 | 20 | +8   | Liguilla de ascenso  |
| 5    | Deportivo Obregón               | 30   | 20 | 9  | 2 | 9  | 30 | 35 | −5   | Liguilla de ascenso  |
| 6    | Mazatlán Soccer Club            | 29   | 20 | 7  | 5 | 8  | 25 | 30 | −5   |                      |
| 7    | Xoloitzcuintles 3ra             | 28   | 20 | 7  | 7 | 6  | 22 | 22 | 0    |                      |
| 8    | Pescadores de Ensenada          | 24   | 20 | 6  | 4 | 10 | 24 | 36 | −12  |                      |
| 9    | Indios Cucapá                   | 21   | 20 | 4  | 6 | 10 | 31 | 39 | −8   |                      |
| 10   | Diablos Azules de Guasave       | 20   | 20 | 6  | 1 | 13 | 31 | 44 | −13  |                      |
| 11   | Héroes de Caborca               | 20   | 20 | 4  | 5 | 11 | 22 | 38 | −16  |                      |

 Fuente: Tercera División

### Grupo XIV
| Pos. | Equipo                    | Pts. | PJ | G  | E | P  | GF | GC | Dif. | Clasificación        |
| ---- | ------------------------- | ---- | -- | -- | - | -- | -- | -- | ---- | -------------------- |
| 1    | Dorados UACH "B"          | 36   | 16 | 10 | 3 | 3  | 42 | 14 | +28  | Liguilla de filiales |
| 2    | San Isidro Laguna         | 35   | 16 | 11 | 1 | 4  | 41 | 12 | +29  | Liguilla de ascenso  |
| 3    | La Tribu de Ciudad Juárez | 35   | 16 | 10 | 4 | 2  | 27 | 10 | +17  | Liguilla de ascenso  |
| 4    | Real Magari               | 30   | 16 | 7  | 4 | 5  | 28 | 21 | +7   | Liguilla de ascenso  |
| 5    | Soles de Ciudad Juárez    | 21   | 16 | 7  | 0 | 9  | 25 | 26 | −1   | Liguilla de ascenso  |
| 6    | F.C. Toros                | 21   | 16 | 7  | 0 | 9  | 23 | 30 | −7   |                      |
| 7    | Chinarras de Aldama       | 15   | 16 | 4  | 2 | 10 | 15 | 35 | −20  |                      |
| 8    | Meloneros de Matamoros    | 15   | 16 | 3  | 4 | 9  | 17 | 39 | −22  |                      |
| 9    | Fútbol Premier            | 8    | 16 | 2  | 2 | 12 | 11 | 42 | −31  |                      |

 Fuente: Tercera División

## Liguilla de Ascenso

### Treintaidosavos de final
| Equipo 1                     | Agr.      | Equipo 2                          | Ida | Vuelta |
| ---------------------------- | --------- | --------------------------------- | --- | ------ |
| Tuzos Pachuca                | 7–0       | Sultanes de Tamazunchale          | 1–0 | 6–0    |
| SEP Puebla                   | 2–2 (3–4) | (p.) C.F. San Andrés              | 1–1 | 1–1    |
| Manchester Metepec           | 4–0       | Proyecto Nuevo Chimalhuacán       | 1–0 | 3–0    |
| Piñeros de Loma Bonita       | 2–2 (2–3) | (p.) Mezcalapa F.C.               | 0–1 | 2–1    |
| Atlético de Madrid           | 11–0      | Coyotes Neza                      | 5–0 | 6–0    |
| Sporting Canamy              | 2–2 (7–8) | (p.) Acapulco F.C.                | 1–1 | 1–1    |
| Promodep Central             | 5–2       | Guerreros de Yecapixtla           | 3–0 | 2–2    |
| Cruz Azul Lagunas (p.)       | 1–1 (4–3) | Poza Rica                         | 0–1 | 1–0    |
| Potros UAEM "B"              | 3–2       | Tigres Dorados MRCI               | 0–2 | 3–0    |
| Dragones de Tabasco          | 2–1       | Pioneros Junior                   | 1–0 | 1–1    |
| Corsarios de Campeche        | 4–3       | Bonfil                            | 0–3 | 4–0    |
| Ángeles de la Ciudad         | 2–5       | Lobos BUAP "C"                    | 1–4 | 1–1    |
| Galeana Morelos              | 1–2       | F.C. Los Ángeles                  | 0–2 | 1–0    |
| Escuela de Alto Rendimiento  | 1–3       | Estudiantes de Atlacomulco        | 0–1 | 1–2    |
| Marina                       | 2–1       | Atlético UEFA                     | 1–0 | 1–1    |
| Azules de la Sección 26 (p.) | 2–2 (5–4) | Deportivo Metepec                 | 1–1 | 1–1    |
| Atlético San Francisco       | 6–1       | Querétaro "B"                     | 1–1 | 5–0    |
| Ho Gar Matamoros             | 4–3       | Orinegros de Ciudad Madero        | 1–1 | 3–2    |
| C.D. Tepatitlán              | 1–1 (4–5) | (p.) Deportivo Tepic "B"          | 0–1 | 1–0    |
| Deportivo Obregón            | 1–3       | Universidad Autónoma de Sinaloa   | 1–3 | 0–0    |
| Salamanca                    | 4–3       | Originales Aguacateros de Uruapan | 1–1 | 3–2    |
| Universidad de Monterrey     | 3–1       | Coyotes de Saltillo               | 1–1 | 2–0    |
| Real Zamora                  | 3–2       | CDU Uruapan                       | 3–1 | 0–1    |
| Vaqueros                     | 1–6       | Cocula F.C.                       | 0–0 | 1–6    |
| La Tribu de Ciudad Juárez    | 4–1       | Real Magari                       | 2–0 | 2–1    |
| UAZ "B"                      | 6–1       | Universidad del Fútbol            | 3–0 | 3–1    |
| Limoneros de Apatzingán      | 5–2       | Águilas Reales "B"                | 1–0 | 4–2    |
| Deportivo Navolato           | 2–3       | Diablos de Ensenada               | 1–3 | 1–0    |
| Vaqueros Bellavista (p.)     | 2–2 (5–4) | Deportivo de Los Altos "B"        | 0–1 | 2–1    |
| Atlético Tecomán             | 4–6       | Jaguares de Santiago              | 1–3 | 3–3    |
| San Isidro Laguna            | 5–2       | Soles de Ciudad Juárez            | 3–2 | 2–0    |
| Deportivo Las Varas          | 6–3       | Atotonilco F.C.                   | 3–1 | 3–1    |

*Nota: El equipo localizado en la columna 1 ejerce de local en el juego de vuelta.

### Dieciseisavos de final
| Equipo 1                  | Agr.      | Equipo 2                        | Ida | Vuelta |
| ------------------------- | --------- | ------------------------------- | --- | ------ |
| Tuzos Pachuca             | 4–3       | C.F. San Andrés                 | 2–3 | 2–0    |
| Manchester Metepec        | 1–2       | Mezcalapa F.C.                  | 0–2 | 1–0    |
| Atlético de Madrid        | 6–1       | Acapulco F.C.                   | 1–0 | 5–1    |
| Promodep Central          | 4–6       | Cruz Azul Lagunas               | 1–5 | 3–1    |
| Potros UAEM "B"           | 5–2       | Dragones de Tabasco             | 1–1 | 4–1    |
| Corsarios de Campeche     | 2–5       | Lobos BUAP "C"                  | 1–4 | 1–1    |
| F.C. Los Ángeles          | 3–1       | Estudiantes de Atlacomulco      | 1–0 | 2–1    |
| Marina                    | 3–2       | Azules de la Sección 26         | 1–2 | 2–0    |
| Atlético San Francisco    | 5–1       | Ho Gar Matamoros                | 0–1 | 5–0    |
| Deportivo Tepic "B"       | 2–4       | Universidad Autónoma de Sinaloa | 1–3 | 1–1    |
| Salamanca                 | 4–3       | Universidad de Monterrey        | 1–1 | 3–2    |
| Real Zamora (p.)          | 2–2 (5–4) | Cocula F.C.                     | 2–2 | 0–0    |
| Vaqueros Bellavista (p.)  | 2–2 (4–2) | Jaguares de Santiago            | 1–1 | 1–1    |
| La Tribu de Ciudad Juárez | 2–0       | UAZ "B"                         | 0–0 | 2–0    |
| Limoneros de Apatzingán   | 5–3       | Diablos de Ensenada             | 1–2 | 4–1    |
| San Isidro Laguna         | 1–3       | Deportivo Las Varas             | 1–3 | 0–0    |

*Nota: El equipo localizado en la columna 1 ejerce de local en el juego de vuelta.

### Rondas finales
|  | Octavos de final | Octavos de final         | Octavos de final    | Octavos de final | Octavos de final |       |                         | Cuartos de final       | Cuartos de final | Cuartos de final | Cuartos de final | Cuartos de final |  |    | Semifinal        | Semifinal | Semifinal | Semifinal | Semifinal |  |    | Final         | Final | Final | Final | Final |
|  |                  |                          |                     |                  |                  |       |                         |                        |                  |                  |                  |                  |  |    |                  |           |           |           |           |  |    |               |       |       |       |       |
|  | 1S               | Tuzos Pachuca            | 2                   | 5                | 7                |       |                         |                        |                  |                  |                  |                  |  |    |                  |           |           |           |           |  |    |               |       |       |       |       |
|  | 8S               | Mezcalapa F.C.           | 0                   | 0                | 0                |       |                         |                        |                  |                  |                  |                  |  |    |                  |           |           |           |           |  |    |               |       |       |       |       |
|  | 8S               | Mezcalapa F.C.           | 0                   | 0                | 0                |       | 1S                      | Tuzos Pachuca (p.)     | 0                | 1                | 1 (8)            |                  |  |    |                  |           |           |           |           |  |    |               |       |       |       |       |
|  |                  |                          |                     |                  |                  |       | 1S                      | Tuzos Pachuca (p.)     | 0                | 1                | 1 (8)            |                  |  |    |                  |           |           |           |           |  |    |               |       |       |       |       |
|  |                  | 5S                       | Cruz Azul Lagunas   | 0                | 1                | 1 (7) |                         |                        |                  |                  |                  |                  |  |    |                  |           |           |           |           |  |    |               |       |       |       |       |
|  | 3S               | 5S                       | Cruz Azul Lagunas   | 0                | 1                | 1 (7) | Atlético de Madrid      | 0                      | 2                | 2                |                  |                  |  |    |                  |           |           |           |           |  |    |               |       |       |       |       |
|  | 3S               |                          |                     |                  |                  |       | Atlético de Madrid      | 0                      | 2                | 2                |                  |                  |  |    |                  |           |           |           |           |  |    |               |       |       |       |       |
|  | 5S               | Cruz Azul Lagunas        | 4                   | 1                | 5                |       |                         |                        |                  |                  |                  |                  |  |    |                  |           |           |           |           |  |    |               |       |       |       |       |
|  | 5S               | Cruz Azul Lagunas        | 4                   | 1                | 5                |       |                         |                        |                  |                  |                  |                  |  | 1S | Tuzos Pachuca    | 2         | 4         | 6         |           |  |    |               |       |       |       |       |
|  |                  |                          |                     |                  |                  |       |                         |                        |                  |                  |                  |                  |  | 1S | Tuzos Pachuca    | 2         | 4         | 6         |           |  |    |               |       |       |       |       |
|  |                  | 2S                       | Potros UAEM "B"     | 1                | 1                | 2     |                         |                        |                  |                  |                  |                  |  |    |                  |           |           |           |           |  |    |               |       |       |       |       |
|  | 2S               | 2S                       | Potros UAEM "B"     | 1                | 1                | 2     | Potros UAEM "B"         | 3                      | 1                | 4                |                  |                  |  |    |                  |           |           |           |           |  |    |               |       |       |       |       |
|  | 2S               |                          |                     |                  |                  |       | Potros UAEM "B"         | 3                      | 1                | 4                |                  |                  |  |    |                  |           |           |           |           |  |    |               |       |       |       |       |
|  | 6S               | Lobos BUAP "C"           | 0                   | 0                | 0                |       |                         |                        |                  |                  |                  |                  |  |    |                  |           |           |           |           |  |    |               |       |       |       |       |
|  | 6S               | Lobos BUAP "C"           | 0                   | 0                | 0                |       | 2S                      | Potros UAEM "B"        | 1                | 2                | 3                |                  |  |    |                  |           |           |           |           |  |    |               |       |       |       |       |
|  |                  |                          |                     |                  |                  |       | 2S                      | Potros UAEM "B"        | 1                | 2                | 3                |                  |  |    |                  |           |           |           |           |  |    |               |       |       |       |       |
|  |                  | 7S                       | F.C. Los Ángeles    | 0                | 1                | 1     |                         |                        |                  |                  |                  |                  |  |    |                  |           |           |           |           |  |    |               |       |       |       |       |
|  | 4S               | 7S                       | F.C. Los Ángeles    | 0                | 1                | 1     | Marina                  | 0                      | 0                | 0                |                  |                  |  |    |                  |           |           |           |           |  |    |               |       |       |       |       |
|  | 4S               |                          |                     |                  |                  |       | Marina                  | 0                      | 0                | 0                |                  |                  |  |    |                  |           |           |           |           |  |    |               |       |       |       |       |
|  | 7S               | F.C. Los Ángeles         | 1                   | 2                | 3                |       |                         |                        |                  |                  |                  |                  |  |    |                  |           |           |           |           |  |    |               |       |       |       |       |
|  | 7S               | F.C. Los Ángeles         | 1                   | 2                | 3                |       |                         |                        |                  |                  |                  |                  |  |    |                  |           |           |           |           |  | 1S | Tuzos Pachuca | 1     | 7     | 8     |       |
|  |                  |                          |                     |                  |                  |       |                         |                        |                  |                  |                  |                  |  |    |                  |           |           |           |           |  | 1S | Tuzos Pachuca | 1     | 7     | 8     |       |
|  |                  | 5N                       | Real Zamora         | 0                | 2                | 2     |                         |                        |                  |                  |                  |                  |  |    |                  |           |           |           |           |  |    |               |       |       |       |       |
|  | 3N               | 5N                       | Real Zamora         | 0                | 2                | 2     | Atlético San Francisco  | 1                      | 5                | 6                |                  |                  |  |    |                  |           |           |           |           |  |    |               |       |       |       |       |
|  | 3N               |                          |                     |                  |                  |       | Atlético San Francisco  | 1                      | 5                | 6                |                  |                  |  |    |                  |           |           |           |           |  |    |               |       |       |       |       |
|  | 6N               | UAS                      | 2                   | 1                | 3                |       |                         |                        |                  |                  |                  |                  |  |    |                  |           |           |           |           |  |    |               |       |       |       |       |
|  | 6N               | UAS                      | 2                   | 1                | 3                |       | 3N                      | Atlético San Francisco | 0                | 1                | 1                |                  |  |    |                  |           |           |           |           |  |    |               |       |       |       |       |
|  |                  |                          |                     |                  |                  |       | 3N                      | Atlético San Francisco | 0                | 1                | 1                |                  |  |    |                  |           |           |           |           |  |    |               |       |       |       |       |
|  |                  | 5N                       | Real Zamora         | 1                | 1                | 2     |                         |                        |                  |                  |                  |                  |  |    |                  |           |           |           |           |  |    |               |       |       |       |       |
|  | 4N               | 5N                       | Real Zamora         | 1                | 1                | 2     | Salamanca               | 0                      | 2                | 2                |                  |                  |  |    |                  |           |           |           |           |  |    |               |       |       |       |       |
|  | 4N               |                          |                     |                  |                  |       | Salamanca               | 0                      | 2                | 2                |                  |                  |  |    |                  |           |           |           |           |  |    |               |       |       |       |       |
|  | 5N               | Real Zamora              | 4                   | 1                | 5                |       |                         |                        |                  |                  |                  |                  |  |    |                  |           |           |           |           |  |    |               |       |       |       |       |
|  | 5N               | Real Zamora              | 4                   | 1                | 5                |       |                         |                        |                  |                  |                  |                  |  | 5N | Real Zamora (p.) | 2         | 1         | 3 (4)     |           |  |    |               |       |       |       |       |
|  |                  |                          |                     |                  |                  |       |                         |                        |                  |                  |                  |                  |  | 5N | Real Zamora (p.) | 2         | 1         | 3 (4)     |           |  |    |               |       |       |       |       |
|  |                  | 8N                       | Deportivo Las Varas | 1                | 2                | 3 (2) |                         |                        |                  |                  |                  |                  |  |    |                  |           |           |           |           |  |    |               |       |       |       |       |
|  | 2N               | 8N                       | Deportivo Las Varas | 1                | 2                | 3 (2) | Vaqueros Bellavista     | 5                      | 2                | 7                |                  |                  |  |    |                  |           |           |           |           |  |    |               |       |       |       |       |
|  | 2N               |                          |                     |                  |                  |       | Vaqueros Bellavista     | 5                      | 2                | 7                |                  |                  |  |    |                  |           |           |           |           |  |    |               |       |       |       |       |
|  | 7N               | La Tribu de Juárez       | 0                   | 0                | 0                |       |                         |                        |                  |                  |                  |                  |  |    |                  |           |           |           |           |  |    |               |       |       |       |       |
|  | 7N               | La Tribu de Juárez       | 0                   | 0                | 0                |       | 2N                      | Vaqueros Bellavista    | 1                | 1                | 2                |                  |  |    |                  |           |           |           |           |  |    |               |       |       |       |       |
|  |                  |                          |                     |                  |                  |       | 2N                      | Vaqueros Bellavista    | 1                | 1                | 2                |                  |  |    |                  |           |           |           |           |  |    |               |       |       |       |       |
|  |                  | 8N                       | Deportivo Las Varas | 2                | 1                | 3     |                         |                        |                  |                  |                  |                  |  |    |                  |           |           |           |           |  |    |               |       |       |       |       |
|  | 1N               | 8N                       | Deportivo Las Varas | 2                | 1                | 3     | Limoneros de Apatzingán | 1                      | 2                | 3 (4)            |                  |                  |  |    |                  |           |           |           |           |  |    |               |       |       |       |       |
|  | 1N               |                          |                     |                  |                  |       | Limoneros de Apatzingán | 1                      | 2                | 3 (4)            |                  |                  |  |    |                  |           |           |           |           |  |    |               |       |       |       |       |
|  | 8N               | Deportivo Las Varas (p.) | 2                   | 1                | 3 (5)            |       |                         |                        |                  |                  |                  |                  |  |    |                  |           |           |           |           |  |    |               |       |       |       |       |

#### Octavos de final
| 7 de mayo de 2014 | Cruz Azul Lagunas                            | 4:0 (0:0) | Atlético de Madrid | Estadio Cruz Azul, Lagunas   |                              |
| 15:00             | A. Gómez 48', 62' · López 64' · J. Gómez 85' | Reporte   |                    | Asistencia: 600 espectadores | Asistencia: 600 espectadores |

| 10 de mayo de 2014                                      | Atlético de Madrid    | 2:1 (1:1) (Global 2:5) | Cruz Azul Lagunas | Centro social y deportivo Rosario Iglesias, Ciudad de México |                              |
| 11:00                                                   | Vera 16' · Ruíz 90+2' | Reporte                | Bosquez 4'        | Asistencia: 300 espectadores                                 | Asistencia: 300 espectadores |
| Cruz Azul Lagunas avanzó a cuartos de final. Global 2-5 |                       |                        |                   |                                                              |                              |

| 8 de mayo de 2014 | Mezcalapa F.C. | 0:2 (0:0) | Tuzos Pachuca              | Estadio Adolfo López Mateos "La Vaporera", Raudales Malpaso |  |
| 16:00             |                | Reporte   | Vázquez 64' · González 86' |                                                             |  |

| 11 de mayo de 2014                                  | Tuzos Pachuca                                                 | 5:0 (2:0) (Global 7:0) | Mezcalapa F.C. | Universidad del Fútbol, San Agustín Tlaxiaca |                             |
| 12:00                                               | Venegas 3', 42' · Cortés 68' · González 80' · Tecpanécatl 90' | Reporte                |                | Asistencia: 50 espectadores                  | Asistencia: 50 espectadores |
| Tuzos Pachuca avanzó a cuartos de final. Global 7-0 |                                                               |                        |                |                                              |                             |

| 7 de mayo de 2014 | Los Ángeles | 1:0 (1:0) | Marina | Ex Hacienda San José Maravillas, Puebla |                              |
| 15:30             | Flores 17'  | Reporte   |        | Asistencia: 300 espectadores            | Asistencia: 300 espectadores |

| 10 de mayo de 2014                                | Marina | 0:2 (0:0) (Global 0:3) | Los Ángeles     | Estadio Valentín González, Ciudad de México |                              |
| 16:30                                             |        | Reporte                | Méndez 47', 72' | Asistencia: 500 espectadores                | Asistencia: 500 espectadores |
| Los Ángeles avanzó a cuartos de final. Global 0-3 |        |                        |                 |                                             |                              |

| 7 de mayo de 2014 | Lobos BUAP "C" | 0:3 (0:1) | Potros UAEM "B"                        | Ciudad Universitaria de Puebla, Puebla |                              |
| 15:00             |                | Reporte   | Olvera 24' · Villegas 48' · Ruíz 90+1' | Asistencia: 100 espectadores           | Asistencia: 100 espectadores |

| 10 de mayo de 2014 | Potros UAEM "B" | 1:0 (1:0) (Global 4:0) | Lobos BUAP "C" | Estadio Universitario Alberto "Chivo" Córdoba, Toluca |  |
| 19:00              | Villegas 25'    | Reporte                |                |                                                       |  |

| 7 de mayo de 2014 | Águilas UAS     | 2:1 (2:1) | Atlético San Francisco | Culiacán, Estadio Universitario UAS |                                |
| 20:00             | Valdez 37', 42' | Reporte   | Mesillas 6'            | Asistencia: 1 200 espectadores      | Asistencia: 1 200 espectadores |

| 10 de mayo de 2014                                           | Atlético San Francisco                           | 5:1 (4:1) (Global 6:3) | Águilas UAS | San Francisco del Rincón, Estadio Domingo Velázquez |                              |
| 17:00                                                        | Puga 10', 32', 36' · Martínez 29' · Mesillas 59' | Reporte                | Valdez 3'   | Asistencia: 600 espectadores                        | Asistencia: 600 espectadores |
| Atlético San Francisco avanzó a cuartos de final. Global 6-3 |                                                  |                        |             |                                                     |                              |

| 7 de mayo de 2014 | Real Zamora                                          | 4:0 (1:0) | Salamanca | Zamora, Unidad Deportiva El Chamizal |                              |
| 20:00             | Rosas 2' · Mendoza 76' · Negrete 89' · Moragrega 90' | Reporte   |           | Asistencia: 300 espectadores         | Asistencia: 300 espectadores |

| 10 de mayo de 2014                                | Salamanca                | 2:1 (2:0) (Global 2:5) | Real Zamora  | Estadio El Molinito, Salamanca |                                |
| 17:00                                             | Rivera 34' · Vázquez 40' | Reporte                | Alvarado 59' | Asistencia: 2 000 espectadores | Asistencia: 2 000 espectadores |
| Real Zamora avanzó a cuartos de final. Global 2-5 |                          |                        |              |                                |                                |

| 8 de mayo de 2014 | La Tribu | 0:5 (0:3) | Vaqueros Bellavista                                         | Estadio 20 de Noviembre, Ciudad Juárez |                              |
| 13:00             |          | Reporte   | Álvarez 11', 42' · Betancourt 14' · Soto 50' · Higareda 56' | Asistencia: 200 espectadores           | Asistencia: 200 espectadores |

| 11 de mayo de 2014                                        | Vaqueros Bellavista    | 2:0 (2:0) (Global 7:0) | La Tribu | Acatlán, Estadio Juan Bigotón Jasso |                              |
| 17:00                                                     | Soto 10' · Robledo 38' | Reporte                |          | Asistencia: 300 espectadores        | Asistencia: 300 espectadores |
| Vaqueros Bellavista avanzó a cuartos de final. Global 7-0 |                        |                        |          |                                     |                              |

| 8 de mayo de 2014 | Deportivo Las Varas           | 2:1 (0:1) | Limoneros de Apatzingán | Unidad Deportiva Landereñas, Xalisco |                              |
| 16:00             | H. García 64' · L. García 70' | Reporte   |                         | Asistencia: 250 espectadores         | Asistencia: 250 espectadores |

| 11 de mayo de 2014                                                                           | Limoneros de Apatzingán       | 2:1 (0:1) (4:5 p.)(Global 3:3) | Deportivo Las Varas | Unidad Deportiva Adolfo López Mateos, Apatzingán |                                |
| 15:30                                                                                        | Covarrubias 80' · Montoya 85' | Reporte                        | Arias 17'           | Asistencia: 1 400 espectadores                   | Asistencia: 1 400 espectadores |
| Deportivo Las Varas avanzó a cuartos de final tras ganar 4-5 en serie de penales. Global 3-3 |                               |                                |                     |                                                  |                                |

#### Cuartos de final
| 15 de mayo de 2014 | Cruz Azul Lagunas | 0:0     | Tuzos Pachuca | Estadio Cruz Azul, Lagunas   |                              |
| 15:00              |                   | Reporte |               | Asistencia: 500 espectadores | Asistencia: 500 espectadores |

| 18 de mayo de 2014                                                                | Tuzos Pachuca   | 1:1 (0:0) (8:7 p.)(Global 1:1) | Cruz Azul Lagunas | Universidad del Fútbol, San Agustín Tlaxiaca |                              |
| 12:00                                                                             | Tecpanécatl 80' | Reporte                        | López 54'         | Asistencia: 400 espectadores                 | Asistencia: 400 espectadores |
| Tuzos Pachuca avanzó a Semifinales tras ganar 8-7 en serie de penales. Global 1-1 |                 |                                |                   |                                              |                              |

| 14 de mayo de 2014 | Los Ángeles | 0:1 (0:0) | Potros UAEM  | Ex Hacienda San José Maravillas, Puebla |                              |
| 12:00              |             | Reporte   | Villegas 46' | Asistencia: 100 espectadores            | Asistencia: 100 espectadores |

| 17 de mayo de 2014                           | Potros UAEM                 | 2:1 (1:1) (Global 3:1) | Los Ángeles  | Estadio Universitario Alberto "Chivo" Córdoba, Toluca |                                |
| 19:00                                        | Martínez 26' · Villegas 65' | Reporte                | Zaragoza 20' | Asistencia: 1 200 espectadores                        | Asistencia: 1 200 espectadores |
| Potros UAEM avanzó a Semifinales. Global 3-1 |                             |                        |              |                                                       |                                |

| 14 de mayo de 2014 | Real Zamora | 1:0 (0:0) | Atlético San Francisco | Unidad Deportiva El Chamizal, Zamora |                                |
| 20:00              | Rosas 51'   | Reporte   |                        | Asistencia: 1 500 espectadores       | Asistencia: 1 500 espectadores |

| 17 de mayo de 2014                           | Atlético San Francisco | 1:1 (1:0) (Global 1:2) | Real Zamora | Estadio Domingo Velázquez, San Francisco del Rincón |                                |
| 17:00                                        | Sánchez 18'            | Reporte                | Rosas 65'   | Asistencia: 1 000 espectadores                      | Asistencia: 1 000 espectadores |
| Real Zamora avanzó a Semifinales. Global 1-2 |                        |                        |             |                                                     |                                |

| 15 de mayo de 2014 | Deportivo Las Varas      | 2:1 (0:1) | Vaqueros Bellavista | Unidad Deportiva Landereñas, Xalisco |                              |
| 16:00              | Celedon 49' · García 83' | Reporte   | Velázquez 38'       | Asistencia: 400 espectadores         | Asistencia: 400 espectadores |

| 18 de mayo de 2014                                   | Vaqueros Bellavista | 1:1 (1:0) (Global 2:3) | Deportivo Las Varas | Estadio Juan Bigotón Jasso, Acatlán |                              |
| 17:00                                                | Higareda 21'        | Reporte                | Ríos 88'            | Asistencia: 700 espectadores        | Asistencia: 700 espectadores |
| Deportivo Las Varas avanzó a Semifinales. Global 2-3 |                     |                        |                     |                                     |                              |

#### Semifinales
| 22 de mayo de 2014 | Potros UAEM     | 1:2 (0:0) | Tuzos Pachuca                  | Estadio Universitario Alberto "Chivo" Córdoba, Toluca |                                |
| 19:00              | Graniolatti 53' | Reporte   | González 57' · Graniolatti 67' | Asistencia: 2 500 espectadores                        | Asistencia: 2 500 espectadores |

| 25 de mayo de 2014                          | Tuzos Pachuca                                   | 4:1 (1:1) (Global 5:2) | Potros UAEM  | Universidad del Fútbol, San Agustín Tlaxiaca |                              |
| 12:00                                       | González 1', 75' · Zendejas 57' · Bojórquez 85' | Reporte                | Villegas 37' | Asistencia: 500 espectadores                 | Asistencia: 500 espectadores |
| Tuzos Pachuca avanzó a la Final. Global 5-2 |                                                 |                        |              |                                              |                              |

| 21 de mayo de 2014 | Deportivo Las Varas | 1:2 (0:1) | Real Zamora              | Unidad Deportiva Landereñas, Xalisco |                              |
| 16:00              | García 52'          | Reporte   | Alvarado 44' · Rosas 67' | Asistencia: 800 espectadores         | Asistencia: 800 espectadores |

| 24 de mayo de 2014                                                           | Real Zamora | 1:2 (1:0) (4:2 p.)(Global 3:3) | Deportivo Las Varas | Unidad Deportiva El Chamizal, Zamora |                                |
| 20:00                                                                        | Rosas 41'   | Reporte                        | Lizárraga 46', 69'  | Asistencia: 5 000 espectadores       | Asistencia: 5 000 espectadores |
| Real Zamora avanzó a la Final tras ganar 4-2 en serie de penales. Global 3-3 |             |                                |                     |                                      |                                |

#### Final
| 29 de mayo de 2014 | Real Zamora | 0:1 (0:0) | Tuzos Pachuca | Unidad Deportiva El Chamizal, Zamora |                                |
| 20:00              |             | Reporte   | González 65'  | Asistencia: 5 000 espectadores       | Asistencia: 5 000 espectadores |

| 1 de junio de 2014                                          | Tuzos Pachuca                                                | 7:2 (3:2) (Global 8:2) | Real Zamora           | Estadio Hidalgo, Pachuca       |                                |
| 12:00                                                       | Zendejas 22', 33', 69', 83' · Cortés 37', 54' · González 73' | Reporte                | Rosas 6' · Vallejo 9' | Asistencia: 2 000 espectadores | Asistencia: 2 000 espectadores |
| Tuzos Pachuca campeón de la Temporada 2013-2014. Global 8-2 |                                                              |                        |                       |                                |                                |

| Campeón Tercera División 2013-14 |
| -------------------------------- |
|                                  |
| Tuzos Pachuca                    |
| 1° Título                        |

### Equipos ascendidos a Segunda División
| Tuzos Pachuca Asciende a la Liga Premier de Ascenso | Real Zamora Asciende a la Liga de Nuevos Talentos |
| --------------------------------------------------- | ------------------------------------------------- |

## Liguilla de filiales
|  | Cuartos de final                                              | Cuartos de final                                              | Cuartos de final                                              | Cuartos de final                                              | Cuartos de final                                              |   |       | Semifinales                                              | Semifinales                                              | Semifinales                                              | Semifinales                                              | Semifinales                                              |  |   | Final                                                | Final                                                | Final                                                | Final                                                | Final                                                |  |
|  | 25 y 26 de abril de 2014 (ida) 2 y 3 de mayo de 2014 (vuelta) | 25 y 26 de abril de 2014 (ida) 2 y 3 de mayo de 2014 (vuelta) | 25 y 26 de abril de 2014 (ida) 2 y 3 de mayo de 2014 (vuelta) | 25 y 26 de abril de 2014 (ida) 2 y 3 de mayo de 2014 (vuelta) | 25 y 26 de abril de 2014 (ida) 2 y 3 de mayo de 2014 (vuelta) |   |       | 9 y 10 de mayo de 2014 (ida) 17 de mayo de 2014 (vuelta) | 9 y 10 de mayo de 2014 (ida) 17 de mayo de 2014 (vuelta) | 9 y 10 de mayo de 2014 (ida) 17 de mayo de 2014 (vuelta) | 9 y 10 de mayo de 2014 (ida) 17 de mayo de 2014 (vuelta) | 9 y 10 de mayo de 2014 (ida) 17 de mayo de 2014 (vuelta) |  |   | 21 de mayo de 2014 (ida) 24 de mayo de 2014 (vuelta) | 21 de mayo de 2014 (ida) 24 de mayo de 2014 (vuelta) | 21 de mayo de 2014 (ida) 24 de mayo de 2014 (vuelta) | 21 de mayo de 2014 (ida) 24 de mayo de 2014 (vuelta) | 21 de mayo de 2014 (ida) 24 de mayo de 2014 (vuelta) |  |
|  |                                                               |                                                               |                                                               |                                                               |                                                               |   |       |                                                          |                                                          |                                                          |                                                          |                                                          |  |   |                                                      |                                                      |                                                      |                                                      |                                                      |  |
|  |                                                               |                                                               |                                                               |                                                               |                                                               |   |       |                                                          |                                                          |                                                          |                                                          |                                                          |  |   |                                                      |                                                      |                                                      |                                                      |                                                      |  |
|  | 2                                                             | Cruz Azul Dublán (p.)                                         | 3                                                             | 3                                                             | 6 (4)                                                         |   |       |                                                          |                                                          |                                                          |                                                          |                                                          |  |   |                                                      |                                                      |                                                      |                                                      |                                                      |  |
|  | 2                                                             | Cruz Azul Dublán (p.)                                         | 3                                                             | 3                                                             | 6 (4)                                                         |   |       |                                                          |                                                          |                                                          |                                                          |                                                          |  |   |                                                      |                                                      |                                                      |                                                      |                                                      |  |
|  | 7                                                             | Escuela de Fútbol Chivas                                      | 4                                                             | 2                                                             | 6 (2)                                                         |   |       |                                                          |                                                          |                                                          |                                                          |                                                          |  |   |                                                      |                                                      |                                                      |                                                      |                                                      |  |
|  | 7                                                             | Escuela de Fútbol Chivas                                      | 4                                                             | 2                                                             | 6 (2)                                                         |   | 2     | Cruz Azul Dublán (p.)                                    | 3                                                        | 0                                                        | 3 (4)                                                    |                                                          |  |   |                                                      |                                                      |                                                      |                                                      |                                                      |  |
|  |                                                               |                                                               |                                                               |                                                               |                                                               |   | 2     | Cruz Azul Dublán (p.)                                    | 3                                                        | 0                                                        | 3 (4)                                                    |                                                          |  |   |                                                      |                                                      |                                                      |                                                      |                                                      |  |
|  |                                                               |                                                               | 8                                                             | Atlas 3.ª                                                     | 1                                                             | 2 | 3 (3) |                                                          |                                                          |                                                          |                                                          |                                                          |  |   |                                                      |                                                      |                                                      |                                                      |                                                      |  |
|  | 1                                                             | Estudiantes Tecos "C"                                         | 8                                                             | Atlas 3.ª                                                     | 1                                                             | 2 | 3 (3) | 1                                                        | 2                                                        | 3 (4)                                                    |                                                          |                                                          |  |   |                                                      |                                                      |                                                      |                                                      |                                                      |  |
|  | 1                                                             | Estudiantes Tecos "C"                                         |                                                               |                                                               |                                                               |   |       |                                                          |                                                          | 3 (4)                                                    |                                                          |                                                          |  |   |                                                      |                                                      |                                                      |                                                      |                                                      |  |
|  | 8                                                             | Atlas 3ra (p.)                                                | 1                                                             | 2                                                             | 3 (5)                                                         |   |       |                                                          |                                                          |                                                          |                                                          |                                                          |  |   |                                                      |                                                      |                                                      |                                                      |                                                      |  |
|  | 8                                                             | Atlas 3ra (p.)                                                | 1                                                             | 2                                                             | 3 (5)                                                         |   |       |                                                          |                                                          |                                                          |                                                          |                                                          |  | 2 | Cruz Azul Dublán                                     | 1                                                    | 1                                                    | 2                                                    |                                                      |  |
|  |                                                               |                                                               |                                                               |                                                               |                                                               |   |       |                                                          |                                                          |                                                          |                                                          |                                                          |  | 2 | Cruz Azul Dublán                                     | 1                                                    | 1                                                    | 2                                                    |                                                      |  |
|  |                                                               |                                                               | 6                                                             | Poblado Miguel Alemán                                         | 4                                                             | 1 | 5     |                                                          |                                                          |                                                          |                                                          |                                                          |  |   |                                                      |                                                      |                                                      |                                                      |                                                      |  |
|  | 4                                                             | Tigres SD                                                     | 6                                                             | Poblado Miguel Alemán                                         | 4                                                             | 1 | 5     | 1                                                        | 0                                                        | 1                                                        |                                                          |                                                          |  |   |                                                      |                                                      |                                                      |                                                      |                                                      |  |
|  | 4                                                             | Tigres SD                                                     |                                                               |                                                               |                                                               |   |       |                                                          |                                                          | 1                                                        |                                                          |                                                          |  |   |                                                      |                                                      |                                                      |                                                      |                                                      |  |
|  | 5                                                             | Monterrey "B"                                                 | 1                                                             | 1                                                             | 2                                                             |   |       |                                                          |                                                          |                                                          |                                                          |                                                          |  |   |                                                      |                                                      |                                                      |                                                      |                                                      |  |
|  | 5                                                             | Monterrey "B"                                                 | 1                                                             | 1                                                             | 2                                                             |   | 5     | Monterrey "B"                                            | 1                                                        | 2                                                        | 3                                                        |                                                          |  |   |                                                      |                                                      |                                                      |                                                      |                                                      |  |
|  |                                                               |                                                               |                                                               |                                                               |                                                               |   | 5     | Monterrey "B"                                            | 1                                                        | 2                                                        | 3                                                        |                                                          |  |   |                                                      |                                                      |                                                      |                                                      |                                                      |  |
|  |                                                               |                                                               | 6                                                             | Poblado Miguel Alemán                                         | 3                                                             | 1 | 4     |                                                          |                                                          |                                                          |                                                          |                                                          |  |   |                                                      |                                                      |                                                      |                                                      |                                                      |  |
|  | 3                                                             | Dorados UACH "B"                                              | 6                                                             | Poblado Miguel Alemán                                         | 3                                                             | 1 | 4     | 0                                                        | 1                                                        | 1                                                        |                                                          |                                                          |  |   |                                                      |                                                      |                                                      |                                                      |                                                      |  |
|  | 3                                                             | Dorados UACH "B"                                              |                                                               |                                                               |                                                               |   |       |                                                          |                                                          | 1                                                        |                                                          |                                                          |  |   |                                                      |                                                      |                                                      |                                                      |                                                      |  |
|  | 6                                                             | Poblado Miguel Alemán                                         | 1                                                             | 5                                                             | 6                                                             |   |       |                                                          |                                                          |                                                          |                                                          |                                                          |  |   |                                                      |                                                      |                                                      |                                                      |                                                      |  |
|  | 6                                                             | Poblado Miguel Alemán                                         | 1                                                             | 5                                                             | 6                                                             |   |       |                                                          |                                                          |                                                          |                                                          |                                                          |  |   |                                                      |                                                      |                                                      |                                                      |                                                      |  |
|  |                                                               |                                                               |                                                               |                                                               |                                                               |   |       |                                                          |                                                          |                                                          |                                                          |                                                          |  |   |                                                      |                                                      |                                                      |                                                      |                                                      |  |

| Campeón Tercera División 2013-14 (filiales) |
| ------------------------------------------- |
|                                             |
| Poblado Miguel Alemán                       |
| 1° Título                                   |

## Ascensos y descensos
| Pos. | Descendido a la Tercera División de México |
| ---- | ------------------------------------------ |
| 32º  | Atlante Tabasco                            |

| Pos. | Ascendido al Liga de Nuevos Talentos |
| ---- | ------------------------------------ |
| 2°   | Real Zamora                          |

| Pos. | Ascendido a la Liga Premier |
| ---- | --------------------------- |
| 1°   | Tuzos Pachuca               |